# Fire EX.
Fire EX.（読み：ファイアー・イーエックス、中国語：滅火器 Mièhuǒqì）は、台湾の4人組ロックバンド。2000年に結成。

## 概要
2000年、台湾・高雄で高校の同級生であるSamとORio、JCにより結成。日本のパンク・ロックにより影響を受けた音楽性から「台湾パンクの先駆者」とも称されている。楽曲は主に台湾語または英語で歌唱されているが、日本語で作詞された楽曲もいくつか存在する。
音楽活動には社会的要素が含まれることもあり、2014年に起こったひまわり学生運動に参加していた学生からの依頼を受け、テーマソングを提供している。尚、提供した楽曲は台湾国内で社会現象を及ぼし、2015年に台湾の音楽賞「金曲奨」で最佳年度歌曲（最優秀歌曲賞）を受賞した。

### 日本のロック・バンドとの関係
音楽性のルーツとしてHi-STANDARD、HUSKING BEEが挙げられているFire EX.は日本のロックバンドとも親交が深く、過去に10-FEET、BIGMAMA、locofrankの台湾公演にサポートアクトとして出演している。2019年に桃園国際野球場で行われた当バンドによる主催フェス『Fire Fest 火球祭』では日本からELLEGARDEN、HEY-SMITH、MONOEYES、木村カエラ、NAMBA69、HUSKING BEE、The Barcoxを招聘した。2012年の初来日以降、日本国内でのライブも多数行っており、大規模なロック・フェスティバルから地方都市のライブハウスでの公演まで幅広い出演経験を持つ。2019年にはBRAHMANとのコラボレーションした楽曲「兼愛非攻」を発表している。

## メンバー
楊大正 / Sam
ボーカル・ギター 担当。
鄭宇辰 / ORio
ギター 担当。
陳敬元 / JC
ベース 担当。
柯光 / Kg
ドラムス 担当。2019年加入。

### 元メンバー
吳迪 / Ti Wu
ドラムス担当。2019年引退。

## 来日公演

### 自主企画・ツアー
| 開催年 | 日程     | タイトル                        | 会場                        | ゲストバンド                                |
| ------ | -------- | ------------------------------- | --------------------------- | ------------------------------------------- |
| 2016年 | 06月13日 | 『REBORN』Release Show in Tokyo | 東京都・新代田 FEVER        | HUSKING BEE MONOEYES                        |
| 2017年 | 02月10日 | Fire EX. 2017 OKINAWA mini tour | 沖縄県・那覇 Output         | THE BARCOX FUNNY NOISE Valve fiction 地獄車 |
| 2017年 | 02月11日 | Fire EX. 2017 OKINAWA mini tour | 沖縄県・石垣 bar Bb         | BLACK RAIN                                  |
| 2017年 | 09月04日 | 世界進擊WORLD TOUR 2017         | 東京都・渋谷 CLUB QUATTRO   | HUSKING BEE BIGMAMA                         |
| 2017年 | 09月06日 | 世界進擊WORLD TOUR 2017         | 大阪府・梅田 CLUB QUATTRO   | BRAHMAN                                     |
| 2017年 | 09月07日 | 世界進擊WORLD TOUR 2017         | 愛知県・名古屋 CLUB QUATTRO | BRAHMAN                                     |

### 出演イベント
| 開催年 | 日程     | イベント名                                                     | 会場                                           | その他出演者                                                  |
| ------ | -------- | -------------------------------------------------------------- | ---------------------------------------------- | ------------------------------------------------------------- |
| 2012年 | 08月12日 | It's 'bout Ambition                                            | 東京都・下北沢ReG                              | EGG BRAIN locofrank                                           |
| 2012年 | 08月19日 | SUMMER SONIC 2012                                              | 千葉県・ZOZOマリンスタジアム                   |                                                               |
| 2015年 | 09月17日 | Far East Union Vol.1                                           | 東京都・新木場STUDIO COAST                     | MONOEYES THORNAPPLE                                           |
| 2016年 | 06月11日 | トーク＆ライブ・イベント＋写真展「台湾の音楽フェスへ行こう！」 | 東京都・台北駐日経済文化代表処台湾文化センター |                                                               |
| 2016年 | 08月19日 | 台ワンダフル 2016                                              | 東京都・恵比寿リキッドルーム                   | HUSH 大象體操 (Elephant Gym)                                  |
| 2016年 | 08月20日 | SUMMER SONIC 2016                                              | 千葉県・ZOZOマリンスタジアム                   |                                                               |
| 2016年 | 11月15日 | Far East Union Vol.2                                           | 東京都・Zepp Tokyo                             | MONOEYES THE KOXX                                             |
| 2017年 | 03月26日 | PUNKSPRING 2017                                                | 千葉県・幕張メッセ                             |                                                               |
| 2017年 | 03月27日 | PUNKSPRING EXTRA                                               | 東京都・代官山SPACE ODD                        | SNUFF                                                         |
| 2017年 | 06月11日 | POWER STOCK in MIYAKO 2017                                     | 岩手県・田老野球場                             |                                                               |
| 2017年 | 09月02日 | 松島ファンタスティック音楽祭 × Reborn-Art Festival 2017        | 宮城県・県立自然公園福浦島内 野外特設ステージ  |                                                               |
| 2018年 | 03月07日 | Far East Union Vol.3                                           | 東京都・Zepp DiverCity TOKYO                   | MONOEYES THE SOLUTIONS Supper Moment                          |
| 2018年 | 08月06日 | Eight Six Day1                                                 | 広島県・広島CLUB QUATTRO                       | RED in BLUE LOW IQ 01&THE RHYTHM MAKERS Dizzy Sunfist 10-FEET |
| 2018年 | 08月07日 | Eight Six Day2                                                 | 広島県・広島CLUB QUATTRO                       | Shun(TOTALFAT) HUSKING BEE eastern youth 竹原ピストル         |
| 2018年 | 08月20日 | 台ワンダフル 2018                                              | 東京都・渋谷 WWW-X                             | 盧廣仲 落日飛車 Sunset Rollercoaster                          |
| 2018年 | 11月03日 | MONGOL800 ga FESTIVAL What a Wonderful World!! 2018            | 沖縄県・ヨミタンリゾート                       |                                                               |
| 2019年 | 02月09日 | TOTALFAT 「"Evolve＋Infect" TOUR 2019」                        | 栃木県・HEAVEN'S ROCK 宇都宮 VJ-2              | TOTALFAT                                                      |
| 2019年 | 02月10日 | TOTALFAT 「"Evolve＋Infect" TOUR 2019」                        | 埼玉県・HEAVEN'S ROCK 熊谷 VJ-2                | TOTALFAT                                                      |
| 2019年 | 05月25日 | Shimokitazawa SOUND CRUISING                                   | 東京都・下北沢ReG                              |                                                               |
| 2019年 | 05月27日 | Fever 10th Anniversary Extra Soundcrusing 2019 FEVER           | 東京都・新代田FEVER                            | cinema staff FOMARE                                           |
| 2019年 | 09月21日 | 騎馬武者ロックフェス 2019                                      | 福島県                                         |                                                               |
| 2019年 | 10月11日 | HUSKING BEE 「25th Anniversary "The Show Must Go On" Tour」    | 福岡県・LIVE HOUSE CB                          | HUSKING BEE                                                   |
| 2019年 | 10月12日 | HUSKING BEE 「25th Anniversary "The Show Must Go On" Tour」    | 長崎県・佐世保 ORANGE BOX                      | HUSKING BEE                                                   |
| 2019年 | 10月13日 | PIRATE SHIP 2019                                               | 大分県・大分T.O.P.S BittsHALL                  |                                                               |
| 2019年 | 11月12日 | Far East Union Vol.4                                           | 東京都・新木場STUDIO COAST                     | MONOEYES                                                      |
| 2022年 | 7月30日  | FUJI ROCK FESTIVAL 2022                                        | 新潟県                                         |                                                               |